# ملكة البستوني (أقصوصة)
ملكة البستوني (بالروسية: Пиковая дама) هي أقصوصة من تأليف ألكسندر بوشكين في عام 1833. تم نشره في عام 1834.جيرمان هو ضابط في الجيش الإمبراطوري الروسي. كان موجودا دائما مع أصدقائه عندما يلعبون الورق،لكنه لم يعلب يوما فيها يراهنون على أموالهم. في ذات ليله صديقه تومسكي روي له قصة عن جدته، قديم الكونتيسة. قبل سنوات عديدة، في فرنسا، خسرت الكثير من المال بعد لعب الورق. ولكن بعد ذلك، الكونت سان جيرمان وقال  لها سر من البطاقات الثلاث التي من شأنها أن تجعل فوزها. راهن على أنها مرة أخرى وفاز كل لها المال. بعد أن استمعت إلى قصة، غيرمان يصبح هاجس السرية للبطاقات الثلاث.تم تكييفه إلى أوبرا من قبل بيتر إليتش تشايكوفسكي.

## روابط خارجية
- ملكة البستوني على موقع الموسوعة البريطانية (الإنجليزية)